# Wiktor Szymborski
Wiktor Jerzy Szymborski (ur. 16 lutego 1981) – polski historyk, adiunkt w Zakładzie Historii Kultury i Edukacji Historycznej Instytutu Historii Uniwersytetu Jagiellońskiego.

## Życiorys
Absolwent Szkoły Podstawowej nr 22 (1996) i II Liceum Ogólnokształcącego im. Walerego Wróblewskiego w Gliwicach (2000). W 2005 obronił pracę magisterską pt. Królewskie loca sacra w Polsce w czasach panowania dynastii Jagiellonów w Instytucie Historii Uniwersytetu Jagiellońskiego. W 2009 obronił rozprawę doktorską pt. Odpusty w Polsce średniowiecznej przygotowaną pod kierunkiem dr. hab. Krzysztofa Stopki. W 2019 uzyskał stopień doktora habilitowanego w zakresie historii. 
Specjalizuje się w historii średniowiecznej Polski, dziejach Kościoła oraz średniowiecznej religijności. 

## Wybrane publikacje
- Odpusty w Polsce średniowiecznej, 2011, ISBN 978-83-62261-28-4
- Collegium Broscianum, 2014, ISBN 978-83-7638-346-0
- Bracia z ulicy Freta: studia nad dominikanami warszawskimi w epoce nowożytnej, 2018, ISBN 978-83-65847-90-4